# کارل ون در تورن
کارل ون در تورن (انگلیسی: Karel van der Toorn؛ زادهٔ ۱ ژانویهٔ ۱۹۵۶) پژوهشگر ادیان باستانی و  رئیس هیئت مدیره دانشگاه آمستردام و  استاد دانشگاه اهل لاهه پادشاهی هلند است. 
او قبلاً در دانشگاه اوترخت و دانشگاه لیدن تدریس می‌کرد.
در سال ۲۰۱۲ او نشان ملی لیاقت را دریافت کرد.